# Япці
Япці або яп (саманазва: Wa'ab) — мікронезійський народ, корінне населення островів Яп. Чисельність - 500 чол., за іншими даними - 5 тис. Культурно близькі палаусцям. Національна мова - япська. Поширена також англійська мова. Релігія - християнство, але сильні і місцеві традиційні культи.

## Походження
За походженням пов'язані з австронезійськими народами, але шляхи розселення кожного народу цієї групи точно не встановлені.
Належність мови яп до мікронезійських мов оспорюється. Антропологічно і лінгвістично вони більше пов'язані з меланезійцями. Помітно індонезійський вплив (гончарство, вживання духових трубочок, скляні намиста в якості грошей). Помічено, що япці і палаусці також ближче до філіппінців, ніж до мікронезійців.

## Соціальна організація
На Япі немає загального вождя, кожен острів мав свого. Було 8 округів і 8 вождів. Суспільство поділялося на патрилінійні лініджі, які ділилися на 2 строго ендогамні касти. Вожді виходили зі знатних лініджів. Аристократія жила в прибережній смузі і володіла землею, нижча каста - у внутрішніх районах. На систему патрилінійних родів накладалася система матрилінійна, але з кастами вона пов'язана не була. Були чоловічі і жіночі союзи.

## Культи

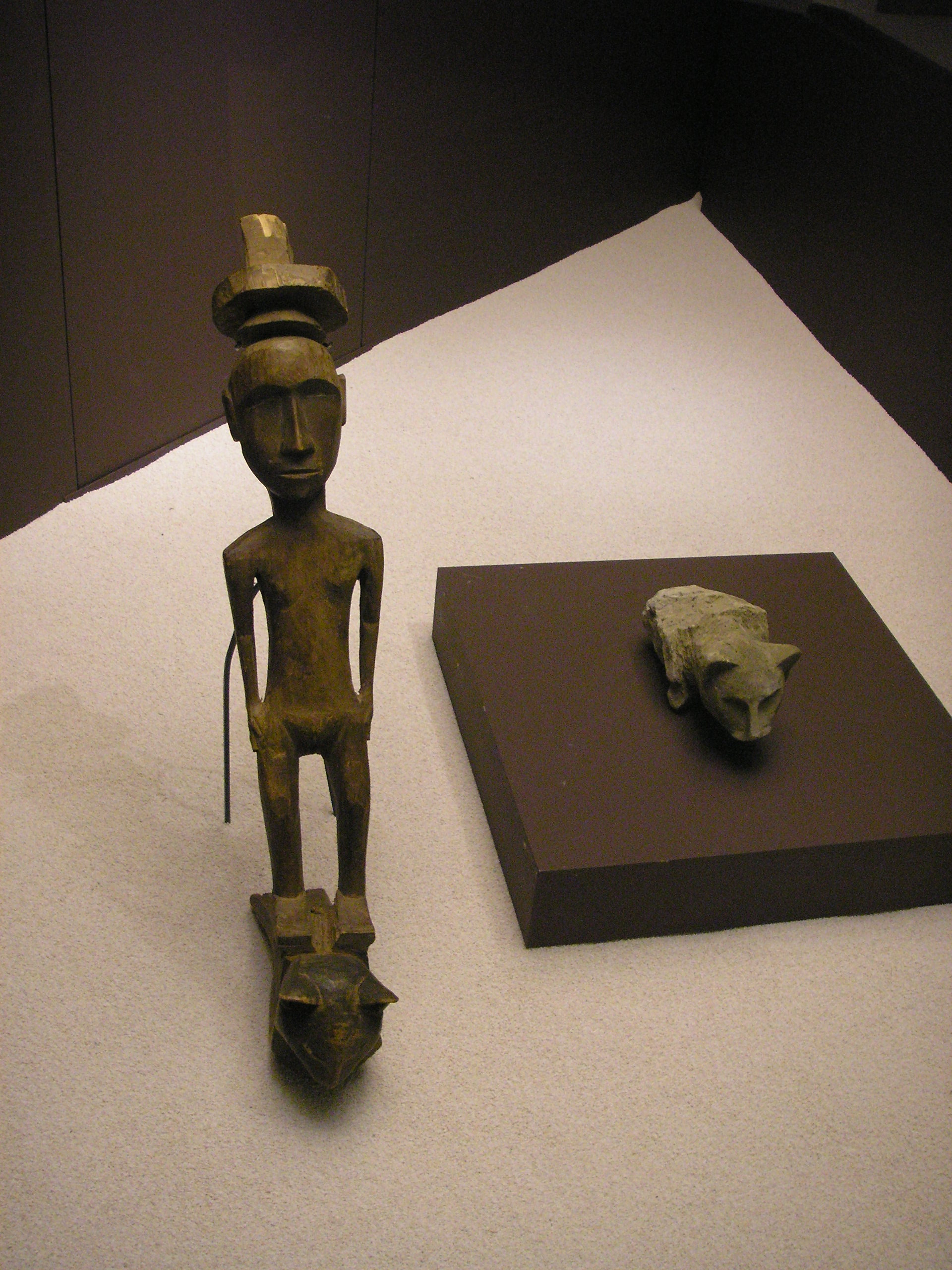
Статуетка з острова Яп

Віра в духів, чаклунство, шанування померлих. На Япі є своя міфологія. Вищим богом є Еналаф, творець світу. Це - син Левіран, це - мати семи дітей. Одного разу Еналаф і Ліомарар оселилися в Гатсапарі (головне святилище). Світ япців ділять на сім небес і землю (яр). Сім небес відповідно населяють сам Еналаф (1), Луг, бог війни (2), макане, тобто душі померлих (3), туфі, зірки (4), пулу, місяць (5), яле, сонце (6), урагани (7).

## Господарство
Побут япців мало відрізняється від загальномікронезійського. Основні заняття - рибальство, вирощування ямсу і таро, бананів, будівництво човнів, різьблення по дереву, плетіння вітрил, циновок, одягу. Одяг - пов'язки на стегнах і спіднички. Хатини - загального типу - каркасні з двосхилим дахом до землі. Їжа - риба, морепродукти і таро (основний продукт).
На Япі використовувалися гроші, перлові черепашки, черепахові панцири, скляне намисто та гігантські кам'яні колеса (2 метра в діаметрі). Останні виготовляли на Палау і вивозили на Яп.

## Цікавий факт
- Найважчі монети в світі - камені "раї" з острова Яп. Вони виготовлялися у вигляді дисків, діаметр яких досягає трьох і більше метрів. Найбільший раї має діаметр 6 метрів.